# Turmhaus Bautzner Straße 82

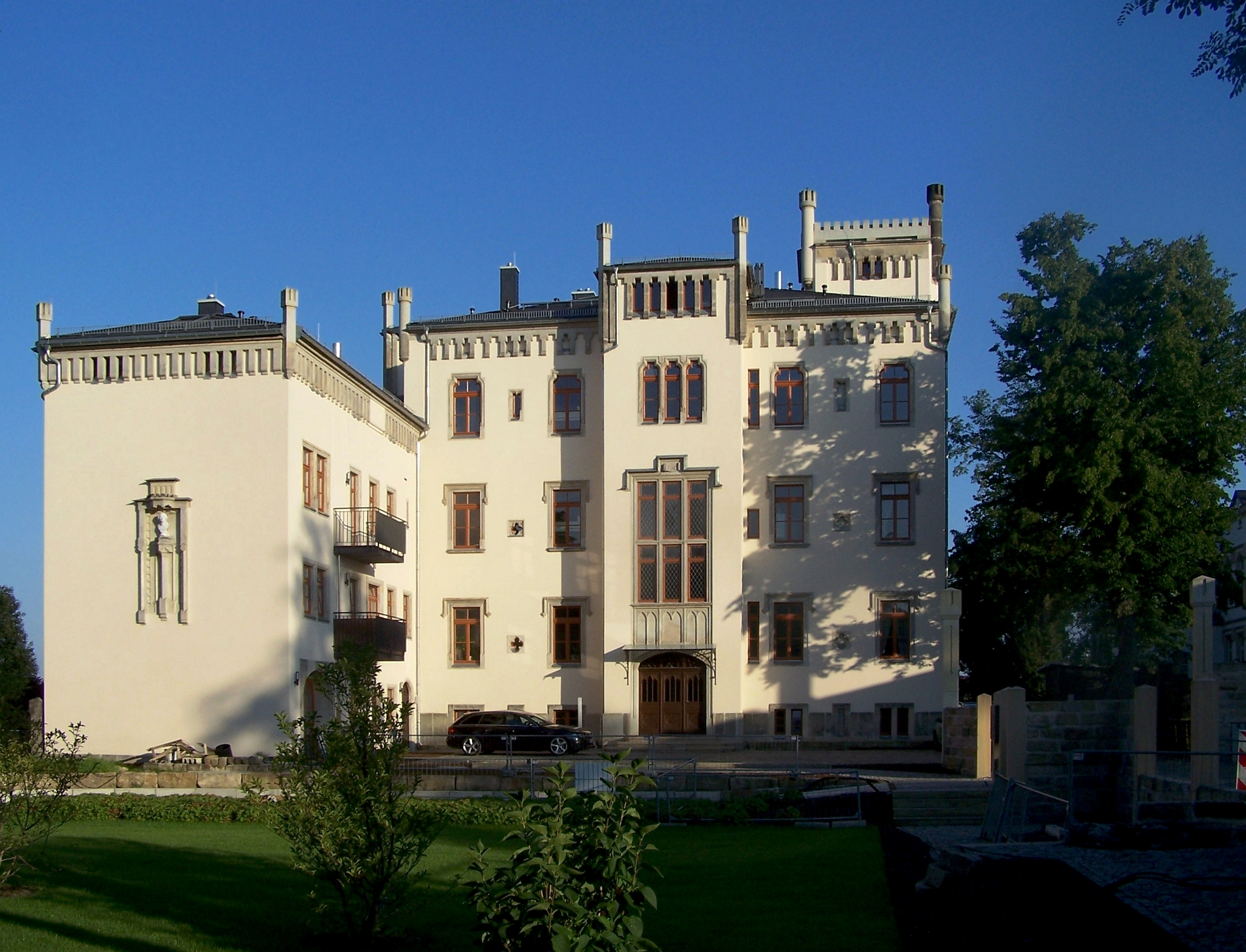
Seite zur Bautzner Straße

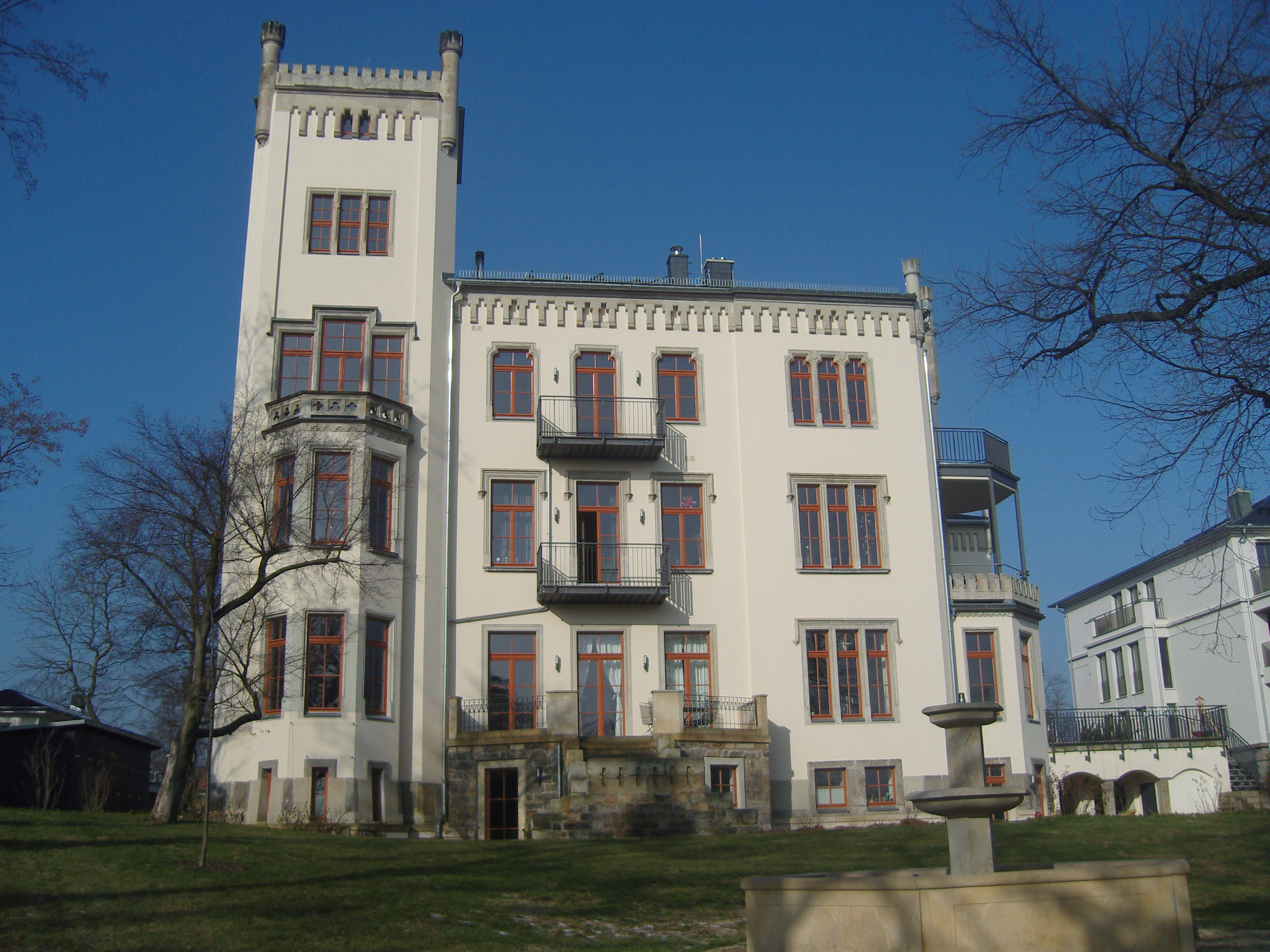
Elbseite

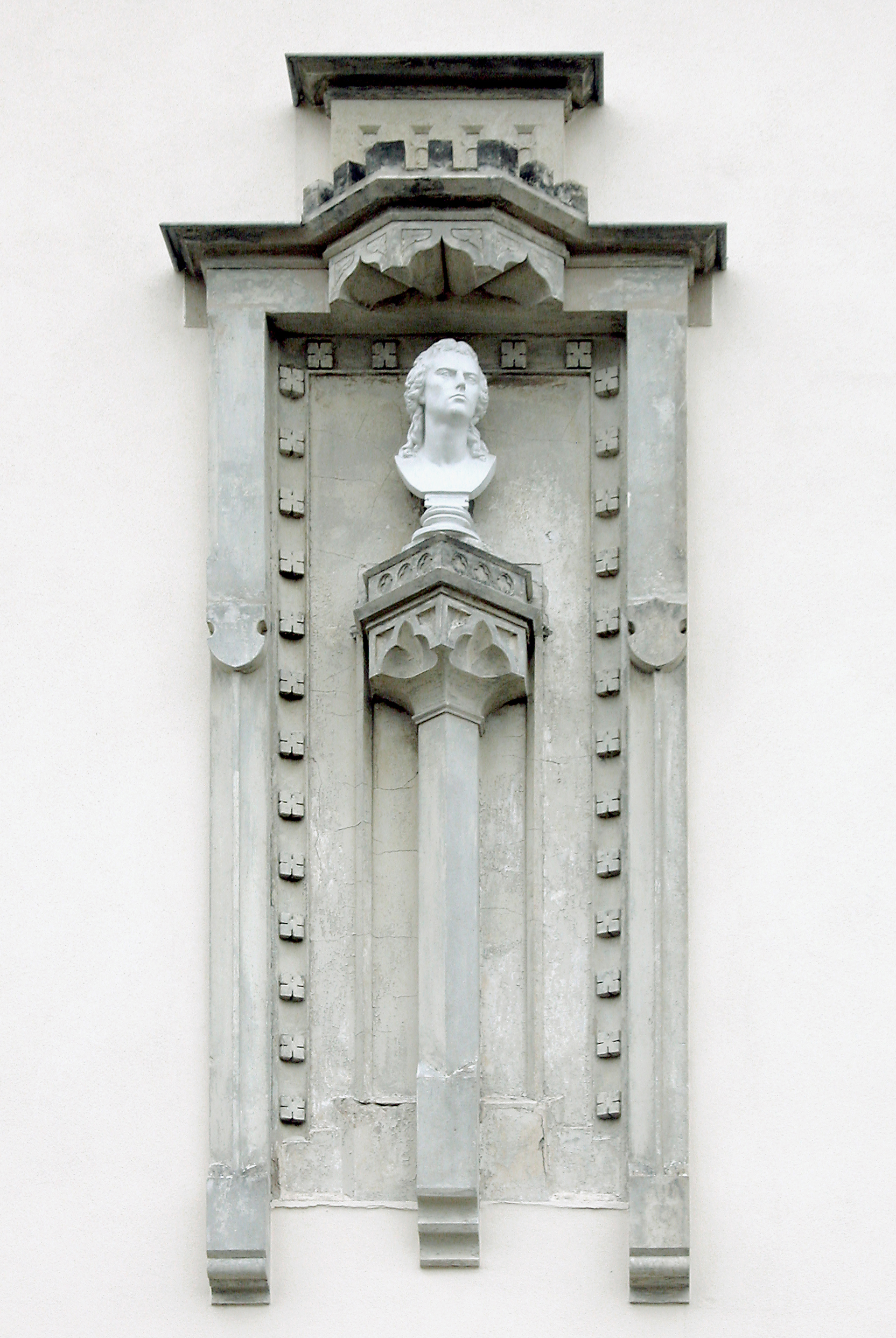
Schillerbüste

Das Haus Bautzner Straße 82 ist ein Gebäude in Dresden, das im Sinne einer über Preußen oder Böhmen kommenden Tudorgotik gotisierend stilisiert ist. 

## Geschichte
Ludwig Ehlermann (1817–1880), ein Vertragsbuchhändler aus Mecklenburg, ließ 1860 das Turmhaus errichten. Es wird, wie auch die Häuser Bautzner Straße 80 und 125, dem Semper-Schüler Theodor Lehnert zugeschrieben.

## Beschreibung
Das Gebäude ist als großes, dreigeschossiges, kastellartiges Landhaus errichtet worden. Auch die Einfriedung mit ihren Eisenzäunen und Sandsteineinfassungen weist Merkmale der Tudorgotik auf. Zu Ehren von Friedrich Schillers hundertstem Geburtstag wurde eine baldachinartig gefasste Büste am straßenseitigen Flügelbau im Giebelfeld angebracht.
Auf der Hofseite hin, wurde auf der linken Seite des Hauses ein zweigeschossiger Seitenbau errichtet. In der Mitte der Fassade gegen den Hof zu, befindet sich ein risalitartig hervortretendes, turmartiges Treppenhaus. Rechts befindet sich ein starker viergeschossiger Turm mit quadratischem Grundriss, dem zur Gartenseite hin ein polygonaler Erker über drei Geschosse angebaut wurde. Der Gebäudekomplex bestehend aus Seitenbau links, Treppenhaus in der Mitte, hoher Turm rechts hinten, wirkt asymmetrisch. Ein Zinnenkranz schmückt den oberen Abschluss des Gebäudes.